# Klos
Klos este un oraș din Albania. Se află la o altitudine de 280 m deasupra nivelului mării.